# Sainte-Hélène (Saona i Loara)
Sainte-Hélène – miejscowość i gmina we Francji, w regionie Burgundia-Franche-Comté, w departamencie Saona i Loara.
Według danych na rok 1990 gminę zamieszkiwało 289 osób, a gęstość zaludnienia wynosiła 20 osób/km² (wśród 2044 gmin Burgundii Sainte-Hélène plasuje się na 624. miejscu pod względem liczby ludności, natomiast pod względem powierzchni na miejscu 672.).